# Nati il 10 ottobre
| Questa pagina contiene informazioni ricavate automaticamente dalle voci biografiche con l'ausilio del template Bio e di un bot. L'aggiornamento è periodico e automatico e ricostruisce completamente la pagina. Se manca una persona in questa lista, sei pregato di non aggiungerla, ma accertati piuttosto che la sua voce biografica contenga il template Bio e che i dati anagrafici siano correttamente compilati. Se il template Bio manca, inseriscilo tu stesso o, in alternativa, metti l'avviso {{tmp\|Bio}} che ne segnala la mancanza. Se i dati riportati sono sbagliati, correggi direttamente la voce biografica; le modifiche saranno visibili in questa lista entro pochi giorni. Per chiarimenti vedi il progetto biografie. La lista contiene solo le 1.317 persone che sono citate nell'enciclopedia e per le quali è stato implementato correttamente il template Bio. Pagina aggiornata al 13 ago 2025. |

## XIII secolo(1)
- 1201 - Richard de Fournival, poeta e scienziato francese

## XIV secolo(1)
- 1344 - Maria Plantageneta, nobile britannica († 1362)

## XV secolo(2)
- 1470 - Selim I, sultano ottomano († 1520)
- 1486 - Carlo II di Savoia, nobile († 1553)

## XVI secolo(5)
- 1531 - Claudio I di Borbone-Busset, nobile francese († 1588)
- 1555 - Francesco Vendramin, cardinale e patriarca cattolico italiano († 1619)
- 1567 - Caterina Michela d'Asburgo, nobile spagnola († 1597)
- 1584 - Ikeda Toshitaka, militare giapponese († 1616)
- 1585 - Piotr Gembicki, vescovo cattolico polacco († 1657)

## XVII secolo(18)
- 1609 - Giovanni Bona, cardinale e letterato italiano († 1674)
- 1617 - William Cavendish, III conte di Devonshire, nobile e politico inglese († 1684)
- 1619 - Elisabetta Sofia di Sassonia-Altenburg, nobile tedesca († 1680)
- 1620 - Jean Magnon, drammaturgo, avvocato e storico francese († 1662)
- 1622 - Johannes Lingelbach, pittore e incisore olandese († 1674)
- 1625 - Erik Dahlberg, militare e ingegnere svedese († 1703)
- 1642 - Alberto Ernesto I di Oettingen-Oettingen, nobile tedesco († 1683)
- 1650 - Ulisse Giuseppe Gozzadini, cardinale e vescovo cattolico italiano († 1728)
- 1653 - Antonio Günther II di Schwarzburg-Sondershausen-Arnstadt, nobile († 1716)
- 1656 - Nicolas de Largillière, pittore francese († 1746)
- 1669 - Johann Nicolaus Bach, organista e compositore tedesco († 1753)
- 1671 - Antonio Maccioni, gesuita, missionario e scrittore spagnolo († 1753)
- 1673 - Francesco Gaetano Gonzaga, nobile italiano († 1735)
- 1678 - John Campbell, II duca di Argyll, nobile e militare scozzese († 1743)
- 1684 - Antoine Watteau, pittore francese († 1721)
- 1689 - Francesco Maria Pratilli, prete, archeologo e antiquario italiano († 1763)
- 1693 - Innocenzo Francesco del Liechtenstein, principe austriaco († 1707)
- 1700 - Lambert-Sigisbert Adam, scultore francese († 1759)

## XVIII secolo(34)
- 1715 - Ayşe Sultan, principessa ottomana († 1775)
- 1715 - Augusto Guglielmo di Brunswick-Bevern, generale prussiano († 1781)
- 1719 - Francis Greville, I conte di Warwick, nobile, militare e politico inglese († 1773)
- 1724 - Ugone Papé di Valdina, vescovo cattolico italiano († 1791)
- 1730 - Johann Hieronymus Chemnitz, presbitero e naturalista tedesco († 1800)
- 1731 - Henry Cavendish, chimico e fisico inglese († 1810)
- 1732 - Auguste-Denis Fougeroux de Bondaroy, botanico francese († 1789)
- 1733 - Giambattista Vasco, economista, teologo e abate italiano († 1796)
- 1734 - Maria Teresa Cucchiari, educatrice italiana († 1801)
- 1738 - Benjamin West, pittore statunitense († 1820)
- 1741 - Carlo II di Meclemburgo-Strelitz, sovrano tedesco († 1816)
- 1741 - Henri-Joseph Van Blarenberghe, pittore francese († 1826)
- 1742 - Mercurio Maria Teresi, arcivescovo cattolico italiano († 1805)
- 1744 - Michał Hieronim Radziwiłł, poeta polacco († 1831)
- 1745 - Filippina di Brandeburgo-Schwedt, nobile († 1800)
- 1748 - Johann Dominicus Fiorillo, pittore e storico dell'arte tedesco († 1821)
- 1749 - Martin Vahl, botanico e zoologo norvegese († 1804)
- 1751 - Francesco Cancellieri, storico, bibliotecario e bibliografo italiano († 1826)
- 1751 - Étienne Morel de Chédeville, drammaturgo e librettista francese († 1814)
- 1757 - Erik Acharius, botanico e medico svedese († 1819)
- 1758 - Vincenzo Raimondini, scienziato, geologo e mineralogista italiano († 1811)
- 1766 - Leopold Maximilian von Firmian, arcivescovo cattolico austriaco († 1831)
- 1767 - George Grey, I baronetto di Fallodon, militare britannico († 1828)
- 1772 - Domenico Rossetti, letterato italiano († 1816)
- 1775 - Franz Raffl, italiano († 1830)
- 1778 - Adelaide Antici Leopardi, nobildonna italiana († 1857)
- 1781 - John Abercrombie, medico scozzese († 1844)
- 1784 - Johann Jakob Nef, politico, imprenditore e militare svizzero († 1855)
- 1785 - Florestano I di Monaco, principe monegasco († 1856)
- 1786 - Josef von Kudler, economista e giurista austriaco († 1853)
- 1792 - Aleksandr Nikolaevič Murav'ëv, generale, politico e nobile russo († 1863)
- 1799 - Johann Jakob Christian Donner, filologo classico e traduttore tedesco († 1875)
- 1800 - Charles Tilstone Beke, viaggiatore e geografo britannico († 1874)
- 1800 - Natal'ja Viktorovna Kočubeja, nobildonna russa († 1855)

## XIX secolo(181)
- 1802 - Napoleone Carlo Bonaparte, principe francese († 1807)
- 1804 - Charles Spackman Barker, organaro e inventore britannico († 1879)
- 1807 - Giuseppe Obici, scultore italiano († 1878)
- 1807 - Harriet Taylor Mill, filosofa inglese († 1858)
- 1810 - Raffaele Rubattino, imprenditore e armatore italiano († 1881)
- 1810 - Franz Hermann Troschel, zoologo tedesco († 1882)
- 1811 - William Brydon, militare e medico britannico († 1873)
- 1813 - Giuseppe Verdi, compositore e politico italiano († 1901)
- 1816 - John Simon, medico inglese († 1904)
- 1817 - Christophorus Buys Ballot, meteorologo olandese († 1890)
- 1817 - Serafino Dubois, scacchista italiano († 1899)
- 1817 - Emilia Goggi, mezzosoprano italiana († 1857)
- 1819 - Heinrich Joseph Dominicus Denzinger, presbitero e teologo tedesco († 1883)
- 1819 - Raffaele Piccoli, patriota e rivoluzionario italiano († 1880)
- 1821 - Camillo Guglielmo Bianchi, organaro italiano († 1890)
- 1823 - William Robertson, avvocato e politico statunitense († 1898)
- 1825 - Ernesto Dentice di Frasso, politico italiano († 1886)
- 1825 - Paul Kruger, politico boero († 1904)
- 1825 - Gioacchino Napoleone Pepoli, diplomatico, scrittore e politico italiano († 1881)
- 1828 - Maria Enrichetta Dominici, religiosa italiana († 1894)
- 1829 - Rudolf Lindau, diplomatico e letterato tedesco († 1910)
- 1830 - Isabella II di Spagna, regina († 1904)
- 1833 - Giacomo Sondaz, carabiniere italiano († 1861)
- 1833 - John Studebaker, imprenditore statunitense († 1917)
- 1834 - Aleksis Kivi, scrittore e drammaturgo finlandese († 1872)
- 1836 - Gennaro Della Monica, pittore e architetto italiano († 1917)
- 1836 - William Dempster Hoard, politico e editore statunitense († 1918)
- 1837 - Robert Gould Shaw, militare statunitense († 1863)
- 1838 - Oswald Schmiedeberg, farmacologo, chimico e farmacista tedesco († 1921)
- 1838 - Michele Trefogli, architetto svizzero († 1928)
- 1838 - Theodor Zahn, teologo e biblista tedesco († 1933)
- 1839 - Francisco Giner de los Ríos, pedagogo e scrittore spagnolo († 1915)
- 1841 - Maurice Le Sage d'Hauteroche d'Hulst, teologo e scrittore francese († 1896)
- 1841 - Eduard Majsch, pittore austriaco († 1904)
- 1841 - John James Stevenson, geologo statunitense († 1924)
- 1841 - Natale Giulio Tambelli, patriota italiano
- 1843 - Nataniel Aguirre, scrittore, poeta e drammaturgo boliviano († 1888)
- 1844 - Franz Tavella, scultore austriaco († 1931)
- 1846 - Giorgio di Schaumburg-Lippe, sovrano tedesco († 1911)
- 1846 - Antoine-Fortuné Marion, botanico, zoologo e naturalista francese († 1900)
- 1846 - Giuseppe Patiri, paleontologo italiano († 1917)
- 1846 - Scipione Ronchetti, politico italiano († 1918)
- 1847 - Gheorghe Dima, compositore romeno († 1925)
- 1848 - Retheos Berberian, pedagogista, giornalista e scrittore armeno († 1907)
- 1848 - Josep Vilaseca, architetto spagnolo († 1910)
- 1850 - Léon Comerre, pittore e scultore francese († 1916)
- 1851 - William R. Nicoll, presbitero, giornalista e scrittore britannico († 1923)
- 1852 - Oreste Bordiga, agronomo italiano († 1931)
- 1852 - Heinrich Cordes, ingegnere, scrittore e compositore di scacchi tedesco († 1917)
- 1852 - Ángel Della Valle, pittore argentino († 1903)
- 1852 - Erich Harnack, farmacologo tedesco († 1915)
- 1853 - Jeanne Immink, alpinista e sportiva olandese († 1929)
- 1853 - Victor Howard Metcalf, politico statunitense († 1936)
- 1854 - Francesco Borgia Sedej, arcivescovo cattolico austro-ungarico († 1931)
- 1858 - Elio Morpurgo, politico italiano († 1944)
- 1858 - Maurice Prendergast, pittore statunitense († 1924)
- 1858 - Ottokár Prohászka, vescovo cattolico ungherese († 1927)
- 1858 - Cecil Reddie, pedagogista inglese († 1932)
- 1859 - Ogata Gekko, pittore giapponese († 1920)
- 1859 - Vincenzo Gianferrari, direttore d'orchestra e compositore italiano († 1939)
- 1859 - Takeda Sōkaku, artista marziale giapponese († 1943)
- 1860 - Władysław Abraham, avvocato e storico polacco († 1941)
- 1860 - Rufus Isaacs, I marchese di Reading, politico, avvocato e nobile britannico († 1935)
- 1860 - Joan Maragall, scrittore spagnolo († 1911)
- 1861 - Caroline Astor Wilson, socialite statunitense († 1948)
- 1861 - Francis Vane, militare inglese († 1934)
- 1861 - Fridtjof Nansen, esploratore, scienziato e politico norvegese († 1930)
- 1861 - Michail Vasil'evič Novorusskij, rivoluzionario russo († 1925)
- 1861 - Claudio Williman, avvocato e politico uruguaiano († 1934)
- 1862 - Arthur De Greef, pianista e compositore belga († 1940)
- 1862 - Ada Leverson, scrittrice inglese († 1933)
- 1863 - Helen Dunbar, attrice statunitense († 1933)
- 1864 - Arthur Gould, rugbista a 15 gallese († 1919)
- 1864 - Carlotta di Schaumburg-Lippe, principessa tedesca († 1946)
- 1865 - Rafael Merry del Val, cardinale, arcivescovo cattolico e diplomatico spagnolo († 1930)
- 1869 - Reginald Stephens, generale britannico († 1955)
- 1870 - Louise Mack, giornalista e scrittrice australiana († 1935)
- 1870 - Herbert Hervey, V marchese di Bristol, diplomatico britannico († 1960)
- 1871 - Giovanni Buffa, pittore, scultore e decoratore italiano († 1954)
- 1871 - David Lindsay, XXVII conte di Crawford, politico britannico († 1940)
- 1872 - Dionysios Kasdaglis, tennista greco († 1931)
- 1872 - Arthur Lapworth, chimico scozzese († 1941)
- 1872 - Robert Penn, militare e vigile del fuoco statunitense († 1912)
- 1873 - Venceslao Borzani, architetto italiano († 1926)
- 1873 - Florence Knapp, supercentenaria statunitense († 1988)
- 1873 - George Cabot Lodge, poeta statunitense († 1909)
- 1873 - Adolfo Federico di Meclemburgo-Schwerin, nobile († 1969)
- 1873 - Arthur Oncken Lovejoy, filosofo statunitense († 1962)
- 1873 - Giovanni Torlonia, nobile e politico italiano († 1938)
- 1874 - Agostino Bassino, avvocato e politico italiano († 1950)
- 1874 - Nikolaj Konstantinovič Rerich, pittore, avvocato e diplomatico russo († 1947)
- 1874 - Carlo Torlonia, politico italiano († 1947)
- 1875 - Francesco di Baviera, principe († 1957)
- 1876 - Walter Niemann, compositore, arrangiatore e critico musicale tedesco († 1953)
- 1877 - William Morris, imprenditore britannico († 1963)
- 1878 - Anton Erkelenz, politico tedesco († 1945)
- 1878 - Ugo Levi, linguista e musicista italiano († 1971)
- 1878 - Giuseppe Marletta, matematico italiano († 1944)
- 1878 - Albert von Trentini, scrittore e drammaturgo austriaco († 1933)
- 1879 - Mario Calderara, inventore e aviatore italiano († 1944)
- 1879 - Antonio Cavicchioni, diplomatico e imprenditore italiano († 1958)
- 1880 - Elizabeth Christ Trump, imprenditrice tedesca († 1966)
- 1881 - Arthur Johnson Eames, botanico statunitense († 1969)
- 1881 - Gaston Ragueneau, mezzofondista e siepista francese († 1978)
- 1882 - Carlo Battisti, glottologo, linguista e bibliotecario italiano († 1977)
- 1882 - Behice Hanım, ottomana († 1969)
- 1882 - Arthur Bridgett, calciatore e allenatore di calcio inglese († 1954)
- 1882 - Natalija Konstantinović, principessa montenegrina († 1950)
- 1883 - Charles Dudley, attore e truccatore statunitense († 1952)
- 1883 - Andrea Rapisardi Mirabelli, giurista italiano († 1945)
- 1883 - Madoka Sasaki, ittiologo giapponese († 1927)
- 1884 - Ferdinand Bordewijk, avvocato e scrittore olandese († 1965)
- 1884 - Tomás Morales Castellano, poeta spagnolo († 1921)
- 1884 - Enrico Paolo Salem, banchiere e politico italiano († 1948)
- 1884 - Paul Vasseur, pallanuotista e nuotatore francese († 1971)
- 1884 - Ida Wüst, attrice tedesca († 1958)
- 1885 - Walter Anderson, scrittore tedesco († 1962)
- 1885 - Carlo Campogalliani, regista e attore italiano († 1974)
- 1885 - Nikolaj Alekseevič Kljuev, poeta russo († 1937)
- 1886 - Charles Bedaux, imprenditore e avventuriero francese († 1944)
- 1886 - Lucilla Calfus Antonelli, scrittrice e giornalista italiana († 1975)
- 1886 - Arvid Holmberg, ginnasta svedese († 1958)
- 1886 - Louis Upton, imprenditore statunitense († 1952)
- 1887 - Rie Cramer, scrittrice e illustratrice olandese († 1977)
- 1887 - László Domonkos, calciatore ungherese († 1956)
- 1887 - Cesare Lomaglio, generale italiano († 1968)
- 1887 - Harold Walden, attore e calciatore inglese († 1955)
- 1888 - Richard Boyle, canottiere britannico († 1953)
- 1888 - Teodoro Bronzini, politico e giornalista argentino († 1981)
- 1888 - Jakov Davydov, agente segreto, diplomatico e politico sovietico († 1938)
- 1888 - Carlo Borwin di Meclemburgo-Strelitz, principe († 1908)
- 1888 - Giuseppe Mingrino, politico italiano († 1958)
- 1888 - Jean Touzet du Vigier, generale francese († 1980)
- 1889 - Antonio Baldini, giornalista, critico letterario e scrittore italiano († 1962)
- 1889 - Arthur Housman, attore statunitense († 1942)
- 1889 - Pietro Lana, calciatore italiano († 1950)
- 1889 - Giffard Le Quesne Martel, militare britannico († 1958)
- 1889 - Han van Meegeren, pittore e falsario olandese († 1947)
- 1889 - Pietro del Montenegro, montenegrino († 1932)
- 1890 - Gino Franceschini, storico italiano († 1974)
- 1890 - Ottavio Profeta, poeta e romanziere italiano († 1963)
- 1890 - Georg Scholz, pittore tedesco († 1945)
- 1890 - Alessandro Spagna, politico italiano († 1972)
- 1891 - Raymond Bernard, regista cinematografico e sceneggiatore francese († 1977)
- 1891 - Cyril Stanley Kipping, compositore di scacchi britannico († 1964)
- 1891 - Stefano Magaddino, mafioso italiano († 1974)
- 1891 - Dino Rulli, compositore e musicista italiano († 1929)
- 1892 - Renato Dall'Ara, imprenditore e dirigente sportivo italiano († 1964)
- 1892 - Earle Dickson, inventore statunitense († 1961)
- 1892 - Margherita Grandi, soprano italiana († 1972)
- 1892 - Giulio Morellato, orologiaio e imprenditore italiano († 1965)
- 1893 - Willi Apel, musicologo, matematico e filosofo tedesco († 1988)
- 1893 - Stefano Bilardello, militare italiano († 1937)
- 1893 - Kameto Kuroshima, ammiraglio giapponese († 1965)
- 1894 - Giuseppe Motta, ufficiale e aviatore italiano († 1929)
- 1894 - Salman ibn Hamad Al Khalifa, sovrano bahreinita († 1961)
- 1894 - Grace Williams, attrice statunitense († 1987)
- 1895 - Victor Eyles, geologo e storico britannico († 1978)
- 1895 - Cemal Gürsel, generale turco († 1966)
- 1895 - Lin Yutang, scrittore, traduttore e saggista cinese († 1976)
- 1895 - Alfred Neuland, sollevatore estone († 1966)
- 1895 - Wolfram von Richthofen, generale tedesco († 1945)
- 1896 - Lester Germer, fisico statunitense († 1971)
- 1896 - Roman Jakobson, linguista, semiologo e traduttore russo († 1982)
- 1896 - Karl Neubauer, calciatore austriaco († 1954)
- 1896 - Louis Wilke, allenatore di pallacanestro, allenatore di football americano e dirigente sportivo statunitense († 1962)
- 1898 - Lilly Daché, stilista francese († 1989)
- 1898 - Marie-Pierre Kœnig, generale e politico francese († 1970)
- 1898 - František Sedláček, allenatore di calcio e calciatore cecoslovacco († 1973)
- 1898 - Eugen Wüster, esperantista e linguista austriaco († 1977)
- 1899 - Brian Norton, tennista sudafricano († 1956)
- 1899 - Sándor Peics, calciatore e allenatore di calcio ungherese († 1965)
- 1899 - Wilhelm Röpke, economista tedesco († 1966)
- 1900 - Umberto Bertini, paroliere e compositore italiano († 1987)
- 1900 - Gregory Gaye, attore russo († 1993)
- 1900 - Helen Hayes, attrice statunitense († 1993)
- 1900 - Karl Kaufmann, politico e militare tedesco († 1969)
- 1900 - Umberto Marzocchi, antifascista e anarchico italiano († 1986)
- 1900 - Wilhelm Rediess, generale tedesco († 1945)
- 1900 - Han van Senus, pallanuotista olandese († 1976)
- 1900 - Franz Walter Stahlecker, generale tedesco († 1942)

## XX secolo(1045)
- 1901 - Otto Brendel, archeologo e etruscologo tedesco († 1973)
- 1901 - Alberto Giacometti, scultore e pittore svizzero († 1966)
- 1901 - Eligio Peretti, calciatore italiano († 1983)
- 1901 - Aleksandr Sergeevič Ščerbakov, politico e generale sovietico († 1945)
- 1902 - Francesco De Robertis, regista e sceneggiatore italiano († 1959)
- 1902 - William Forrest, attore statunitense († 1989)
- 1902 - Ādolfs Greble, calciatore lettone († 1943)
- 1902 - Dick Ket, pittore olandese († 1940)
- 1902 - Enzo Maggio, attore e comico italiano († 1978)
- 1903 - Carlos Alves, calciatore portoghese († 1970)
- 1903 - Gastone Colussi, politico italiano
- 1903 - Vernon Duke, compositore russo († 1969)
- 1903 - John Eldridge, Jr., militare statunitense († 1942)
- 1903 - Ferdinand Le Drogo, ciclista su strada e pistard francese († 1976)
- 1903 - Domenico Magrì, politico italiano († 1983)
- 1903 - Bei Shizhang, biologo e educatore cinese († 2009)
- 1903 - Carlo Teodoro del Belgio, nobile belga († 1983)
- 1904 - Tito Aprea, pianista, musicologo e compositore italiano († 1989)
- 1904 - Casto Caruso, diplomatico italiano
- 1904 - Jules Cottenier, calciatore francese († 1995)
- 1904 - Joe Fitzgerald, hockeista su ghiaccio statunitense († 1987)
- 1904 - Andrea Giovene, scrittore italiano († 1995)
- 1904 - José Portogalo, giornalista, poeta e scrittore italiano († 1973)
- 1904 - Cyril Stiles, canottiere neozelandese († 1985)
- 1904 - Gordon Wiles, scenografo e regista statunitense († 1950)
- 1904 - Filippo de Grenet, militare e diplomatico italiano († 1944)
- 1904 - Isabella Alfonsa di Borbone-Due Sicilie, principessa spagnola († 1985)
- 1905 - Franz Augsberger, generale austriaco († 1945)
- 1905 - Pietro De Angelis, fantino italiano († 1957)
- 1905 - Maximilien Rubel, filosofo e politologo austriaco († 1996)
- 1905 - Jane Winton, attrice, ballerina e cantante statunitense († 1959)
- 1906 - Carlo Bottiglioni, militare italiano († 1941)
- 1906 - Paul Creston, compositore e pianista statunitense († 1985)
- 1906 - Fei Mu, regista cinese († 1951)
- 1906 - Giovanni Fusco, pianista, compositore e direttore d'orchestra italiano († 1968)
- 1906 - R. K. Narayan, scrittore indiano († 2001)
- 1906 - Emerson Spencer, velocista e ostacolista statunitense († 1985)
- 1907 - Ed Dawson, cestista canadese († 1968)
- 1907 - George Hill Hodel, medico statunitense († 1999)
- 1908 - Francesco Crucioli, militare italiano († 1937)
- 1908 - Jozef Fabini, pittore slovacco († 1984)
- 1908 - Johnny Green, compositore statunitense († 1989)
- 1908 - Min Chueh Chang, biologo cinese († 1991)
- 1908 - Stefano Oberto, presbitero e militare italiano († 1943)
- 1908 - Fidel Ortíz, pugile messicano († 1975)
- 1908 - Mercè Rodoreda, scrittrice spagnola († 1983)
- 1908 - Marian Shockley, attrice statunitense († 1981)
- 1909 - Robert Boyle, scenografo e direttore artistico statunitense († 2010)
- 1909 - Bruno Arturovič Frejndlich, attore sovietico († 2002)
- 1909 - Gino Gatta, partigiano e politico italiano († 1972)
- 1909 - Guido Seborga, giornalista, poeta e pittore italiano († 1990)
- 1910 - Jacques Hérold, pittore rumeno († 1987)
- 1910 - Harold LeVander, politico statunitense († 1992)
- 1910 - Emilio Salafia, schermidore italiano († 1969)
- 1910 - Enzo Savorgnan di Brazzà, prefetto, militare e politico italiano († 1945)
- 1910 - Johann Urbanek, calciatore austriaco († 2000)
- 1910 - Angelo Varetto, ciclista su strada italiano († 2001)
- 1910 - Charles Zehren, calciatore francese († 2005)
- 1910 - Amirchan Kamizovič Šomachov, scrittore e politico sovietico († 1988)
- 1911 - Baltasar Sangchili, pugile spagnolo († 1992)
- 1911 - Karel Čurda, militare cecoslovacco († 1947)
- 1911 - Vincenzo Demetz, fondista italiano († 1990)
- 1911 - Clare Hollingworth, giornalista e scrittrice inglese († 2017)
- 1911 - Coriolano Palumbo, calciatore italiano († 1969)
- 1911 - Andrea Sacco, cantante e musicista italiano († 2006)
- 1911 - Lorna Volare, attrice australiana († 1998)
- 1912 - Alfredo Casardi, militare italiano († 1938)
- 1912 - Thomas Stoltz Harvey, patologo statunitense († 2007)
- 1913 - Janis Carter, attrice statunitense († 1994)
- 1913 - Rémy Chauvin, biologo e entomologo francese († 2009)
- 1913 - Jimmy Chetcuti, pallanuotista maltese († 1995)
- 1913 - Nassif Majdalani, conduttore radiofonico e conduttore televisivo libanese († 1988)
- 1913 - Claude Simon, scrittore francese († 2005)
- 1913 - Enzo Tolu, militare italiano († 1943)
- 1914 - Quirino Borin, politico italiano († 2005)
- 1914 - Stepan Chmil', vescovo cattolico ucraino († 1978)
- 1914 - Ivory Joe Hunter, cantante, compositore e pianista statunitense († 1974)
- 1914 - Mario Lanzi, mezzofondista e velocista italiano († 1980)
- 1914 - Enrico Ruberti, canottiere italiano († 1985)
- 1914 - Elli Smula, tedesca († 1943)
- 1914 - Agostino Straulino, velista e ammiraglio italiano († 2004)
- 1915 - Turgut Atakol, cestista, arbitro di pallacanestro e dirigente sportivo turco († 1988)
- 1915 - Arthur Bernard, calciatore lussemburghese († 1984)
- 1915 - Angelo Bonaiti, politico italiano († 1985)
- 1915 - Harry Edison, trombettista statunitense († 1999)
- 1915 - Jean Gottmann, geografo francese († 1994)
- 1915 - Ullrich Haupt, attore tedesco († 1991)
- 1915 - Helmut Polensky, pilota automobilistico tedesco († 2011)
- 1916 - Benson Fong, attore e imprenditore statunitense († 1987)
- 1916 - Bernard Heuvelmans, zoologo belga († 2001)
- 1916 - Kåre Holt, scrittore norvegese († 1997)
- 1916 - Erik Tawaststjerna, musicologo, pianista e docente finlandese († 1993)
- 1917 - Omer Braeckeveldt, ciclista su strada belga († 1987)
- 1917 - Daniele Bucchioni, ufficiale e partigiano italiano († 2013)
- 1917 - Franco Colombo, calciatore italiano
- 1917 - Thelonious Monk, pianista e compositore statunitense († 1982)
- 1917 - Carlo Morelli, geofisico e geodeta italiano († 2007)
- 1918 - Yigal Allon, politico e generale israeliano († 1980)
- 1918 - Mario Bertolazzi, direttore d'orchestra e compositore italiano († 1986)
- 1918 - Paolo Cavezzali, politico e sindacalista italiano († 2006)
- 1918 - Cesare Cozzarini, militare italiano († 1943)
- 1918 - Paul Dubov, attore e sceneggiatore statunitense († 1979)
- 1918 - Jean Gimpel, storico francese († 1996)
- 1918 - Gaston Mialaret, psicologo e pedagogista francese († 2016)
- 1919 - Piet de Boer, calciatore olandese († 1984)
- 1919 - Giuseppe Consoli Guardo, archeologo, restauratore e museologo italiano († 2010)
- 1919 - José Luis Hidalgo, poeta spagnolo († 1947)
- 1919 - Kim Ki-young, regista sudcoreano († 1998)
- 1919 - William Kruskal, statistico statunitense († 2005)
- 1919 - Giulio Pellicari, calciatore italiano († 2000)
- 1919 - Egizio Rubino, calciatore e allenatore di calcio italiano († 1990)
- 1920 - Piero Brolis, scultore italiano († 1978)
- 1920 - Armando Cascio, politico italiano († 1998)
- 1920 - Jean-Michel Coulon, pittore francese († 2014)
- 1920 - Luigi Figoli, bobbista italiano († 1990)
- 1920 - Gail Halvorsen, aviatore e militare statunitense († 2022)
- 1920 - Jacqueline Mazéas, discobola francese († 2012)
- 1920 - Virgilio Sabel, regista cinematografico e sceneggiatore italiano († 1989)
- 1920 - Frank Sinkwich, giocatore di football americano statunitense († 1990)
- 1921 - James Clavell, scrittore, sceneggiatore e regista australiano († 1994)
- 1921 - Monk Montgomery, bassista statunitense († 1982)
- 1921 - Andrea Zanzotto, poeta, italianista e partigiano italiano († 2011)
- 1922 - Efisio Colombino, calciatore italiano
- 1922 - Frédéric Debuyst, religioso belga († 2017)
- 1922 - Helmut Nordhaus, calciatore tedesco orientale († 2014)
- 1922 - Giuliano Slataper, militare italiano († 1943)
- 1922 - Bianca Sollazzo, attrice italiana († 2011)
- 1922 - Lee e Lyn Wilde, attrice e cantante statunitense († 2015)
- 1922 - Şövkət Ələkbərova, cantante azera († 1993)
- 1923 - Giacinto Auriti, giurista e saggista italiano († 2006)
- 1923 - Jean Dumont, storico francese († 2001)
- 1923 - James Jabara, militare e aviatore statunitense († 1966)
- 1923 - Nicholas Parsons, attore, conduttore televisivo e conduttore radiofonico britannico († 2020)
- 1923 - Murray Walker, giornalista e telecronista sportivo britannico († 2021)
- 1923 - Carmen Zanti, politica e partigiana italiana († 1979)
- 1924 - Mary Berg, statunitense († 2013)
- 1924 - Dante Pignatiello, giornalista italiano († 2000)
- 1924 - Balbir Singh Sr., hockeista su prato indiano († 2020)
- 1924 - György Takács, calciatore ungherese († 1994)
- 1924 - Ludmilla Tchérina, ballerina, attrice e scrittrice francese († 2004)
- 1924 - Ed Wood, regista, sceneggiatore e produttore cinematografico statunitense († 1978)
- 1925 - The Great Antonio, sollevatore, wrestler e attore jugoslavo († 2003)
- 1925 - Germano Lombardi, scrittore italiano († 1992)
- 1925 - Johnny Stompanato, criminale statunitense († 1958)
- 1925 - Rosario Vernuccio, architetto italiano
- 1925 - Andrej Zazroev, calciatore sovietico († 1987)
- 1926 - Massimo Colesanti, critico letterario italiano († 2016)
- 1926 - Wilhelm Michel Ellis, vescovo cattolico olandese († 2003)
- 1926 - Giuseppe Galbani, operaio italiano († 2016)
- 1926 - Richard Jaeckel, attore statunitense († 1997)
- 1926 - Alex Van Gils, cestista belga
- 1926 - Giorgio Zennaro, scultore, pittore e designer italiano († 2005)
- 1927 - Ingrid Almqvist, giavellottista e pallamanista svedese († 2017)
- 1927 - Renzo Burini, calciatore e allenatore di calcio italiano († 2019)
- 1927 - Benedetto Colajanni, ingegnere e attore italiano († 2009)
- 1927 - Abram Cytryn, scrittore e poeta polacco († 1944)
- 1927 - Dana Elcar, attore statunitense († 2005)
- 1927 - Gabriella Genta, doppiatrice e direttrice del doppiaggio italiana († 2020)
- 1927 - Giancarlo Susini, storico italiano († 2000)
- 1927 - Graziella Urbinati, costumista, pittrice e illustratrice italiana († 2010)
- 1928 - Leyla Gencer, soprano turco († 2008)
- 1928 - Junior Mance, pianista e compositore statunitense († 2021)
- 1928 - Hidetaka Nishiyama, artista marziale giapponese († 2008)
- 1928 - Silas Silvius Njiru, vescovo cattolico keniota († 2020)
- 1928 - Herbert Pililaau, militare statunitense († 1951)
- 1928 - George Worthington, tennista e allenatore di tennis australiano († 1964)
- 1928 - Hoàng Xuân Lãm, generale vietnamita († 2017)
- 1929 - Ed Blackwell, batterista statunitense († 1992)
- 1929 - Don Henriksen, cestista statunitense († 2008)
- 1929 - Marat Kazej, partigiano sovietico († 1944)
- 1929 - Giorgio Larocchi, pittore e poeta italiano († 2007)
- 1929 - John Edward Mack, psichiatra e saggista statunitense († 2004)
- 1929 - Deddi Savagnone, attrice, doppiatrice e dialoghista italiana († 2010)
- 1930 - Medea Amiranashvili, soprano, insegnante e direttrice artistica georgiana († 2023)
- 1930 - Gianni Berengo Gardin, fotografo e fotoreporter italiano († 2025)
- 1930 - Eugenio Castellotti, pilota automobilistico italiano († 1957)
- 1930 - Yves Chauvin, chimico francese († 2015)
- 1930 - Ippolito Cortellessa, militare italiano († 1980)
- 1930 - Akiyuki Nosaka, scrittore, cantante e paroliere giapponese († 2015)
- 1930 - Doris Payne, truffatrice statunitense
- 1930 - Walter Pedullà, saggista, critico letterario e giornalista italiano († 2024)
- 1930 - Harold Pinter, drammaturgo, regista teatrale e attore teatrale britannico († 2008)
- 1930 - Gilbert Rey, ex calciatore svizzero
- 1930 - Adlai Stevenson III, politico statunitense († 2021)
- 1930 - Aleksandar Stipčević, archeologo, bibliografo e bibliotecario croato († 2015)
- 1930 - Judit Temes, nuotatrice ungherese († 2013)
- 1930 - Konstantin Vyrupaev, lottatore sovietico († 2012)
- 1931 - Pilar Barril, tennista spagnola († 2011)
- 1931 - Román Chalbaud, drammaturgo e regista venezuelano († 2023)
- 1931 - Shakuntala Devi, politica indiana († 2022)
- 1931 - Jack Hakim, nuotatore e pallanuotista egiziano
- 1931 - Gennarino Palumbo, cantante e attore italiano († 1980)
- 1931 - Adriano Rossi, calciatore italiano († 2017)
- 1932 - Franco Borgo, politico italiano († 2017)
- 1932 - Ron Feinberg, attore statunitense († 2005)
- 1932 - Luigi Gigante, calciatore e allenatore di calcio italiano († 2016)
- 1932 - Jacqueline Laurence, attrice e regista teatrale francese († 2024)
- 1933 - Leonid Bartenev, velocista sovietico († 2021)
- 1933 - Jutta Langenau, nuotatrice tedesca orientale († 1982)
- 1933 - Daniel Massey, attore britannico († 1998)
- 1933 - Aldo Pastega, calciatore svizzero († 2021)
- 1933 - Jay Sebring, imprenditore statunitense († 1969)
- 1934 - Bert Kramer, attore statunitense († 2001)
- 1934 - Elio Mauro, cantante italiano († 1983)
- 1934 - Gastone Savio, politico italiano
- 1935 - Pietro Giorgianni, giornalista italiano († 1989)
- 1935 - Francesco Marinelli, arcivescovo cattolico italiano († 2024)
- 1935 - Hermann Nuber, allenatore di calcio e calciatore tedesco († 2022)
- 1935 - Franco Radaelli, calciatore italiano († 2016)
- 1935 - Paolo Renosto, compositore italiano († 1988)
- 1935 - Albert Scanlon, calciatore inglese († 2009)
- 1935 - Jaime Silva, calciatore colombiano († 2003)
- 1935 - Ousmane Sow, artista senegalese († 2016)
- 1935 - Abu Jihad, militare e politico palestinese († 1988)
- 1936 - Judith Chalmers, conduttrice televisiva britannica
- 1936 - Gerhard Ertl, fisico tedesco
- 1936 - Borja Huidobro, architetto cileno
- 1936 - Hideo Kanekawa, ex cestista giapponese
- 1936 - Khennane Mahi, ex calciatore algerino
- 1936 - Ray Pointer, calciatore inglese († 2016)
- 1936 - Josie Urpani, ex calciatore maltese
- 1937 - Bruno Chersicla, artista, pittore e scultore italiano († 2013)
- 1937 - Ljudmila Nikitina, ex cestista sovietica
- 1938 - Franco Bonferroni, politico italiano
- 1938 - Oleg Gordievskij, militare e agente segreto sovietico († 2025)
- 1938 - Daidō Moriyama, fotografo giapponese
- 1938 - Lily Tuck, scrittrice statunitense
- 1939 - Bernd Bauchspieß, calciatore tedesco orientale († 2024)
- 1939 - Roberto Clagluna, allenatore di calcio italiano († 2003)
- 1939 - Charlie Henke, cestista statunitense († 2021)
- 1939 - Fumio Itō, pilota motociclistico giapponese († 1991)
- 1939 - Mieczysław Łopatka, ex cestista e allenatore di pallacanestro polacco
- 1939 - Jacqueline Mars, imprenditrice statunitense
- 1939 - Joseph Pitts, politico statunitense
- 1939 - Afric Simone, cantante mozambicano
- 1939 - Neil Sloane, matematico britannico
- 1939 - Abdul Ati al-Obeidi, politico e diplomatico libico († 2023)
- 1940 - Héctor Aizpuru, cestista messicano († 2025)
- 1940 - William Cheung, artista marziale cinese
- 1940 - Josef Fuhrmann, ex calciatore tedesco
- 1940 - Takuji Hayata, ex ginnasta giapponese
- 1940 - Stanley Mouse, artista statunitense
- 1940 - Antonio Palamara, mafioso italiano († 2017)
- 1940 - Antonio Quintana, generale italiano
- 1940 - Kiyoshi Tanabe, ex pugile giapponese
- 1941 - Bang Yeol, ex cestista e allenatore di pallacanestro sudcoreano
- 1941 - Peter Coyote, attore statunitense
- 1941 - Jacob Nena, politico micronesiano († 2022)
- 1941 - William Quirós, ex calciatore costaricano
- 1941 - Ken Saro-Wiwa, scrittore, poeta e attivista nigeriano († 1995)
- 1941 - Marco Somalvico, ingegnere italiano († 2002)
- 1941 - Armando Torres, ex cestista e allenatore di pallacanestro portoricano
- 1941 - Francesco Varotto, cestista e dirigente sportivo italiano († 2020)
- 1942 - Chartchai Chionoi, pugile thailandese († 2018)
- 1942 - Gabriele Lavia, attore, regista e doppiatore italiano
- 1942 - Radu Vasile, politico, storico e poeta rumeno († 2013)
- 1943 - Denis Komivi Amuzu-Dzakpah, arcivescovo cattolico togolese
- 1943 - Armando De Vincentiis, ex discobolo italiano
- 1943 - Vasil' Kliment'jev, giornalista ucraino († 2010)
- 1943 - Reinhard Libuda, calciatore tedesco († 1996)
- 1943 - Alexander Macmillan, II conte di Stockton, politico britannico
- 1943 - Mosè Marcia, vescovo cattolico italiano
- 1943 - Frank-Otto Schenk, attore, doppiatore e direttore del doppiaggio tedesco († 2020)
- 1944 - Edmondo Bruti Liberati, magistrato italiano
- 1944 - Kaizer Motaung, ex calciatore e dirigente sportivo sudafricano
- 1944 - Baltazar Enrique Porras Cardozo, cardinale e arcivescovo cattolico venezuelano
- 1944 - Francisco Sagasti, politico e ingegnere peruviano
- 1944 - Stephen Scott, compositore statunitense († 2021)
- 1944 - Jan Suchý, hockeista su ghiaccio ceco († 2021)
- 1944 - Sándor Zámbó, ex calciatore ungherese
- 1944 - Petăr Žekov, calciatore bulgaro († 2023)
- 1945 - Miriam Adelson, editrice e medico israeliana
- 1945 - Burgl Färbinger, sciatrice alpina tedesca († 2025)
- 1945 - Denis Henriquez, scrittore olandese
- 1945 - Anders Lönnbro, attore, regista e produttore cinematografico svedese († 2022)
- 1945 - Jim Marsalis, ex giocatore di football americano statunitense
- 1945 - Giovanni Perugini, ex pentatleta italiano
- 1945 - Jurij Razuvaev, scacchista sovietico († 2012)
- 1945 - Edoardo Reja, ex calciatore e allenatore di calcio italiano
- 1946 - Aladim Luciano, ex calciatore brasiliano
- 1946 - Charles Dance, attore britannico
- 1946 - Inge Jochum, ex sciatrice alpina austriaca
- 1946 - Naoto Kan, politico giapponese
- 1946 - Peter Mahovlich, allenatore di hockey su ghiaccio, ex hockeista su ghiaccio e dirigente sportivo canadese
- 1946 - Franco Malerba, ex astronauta, militare e politico italiano
- 1946 - Gianluigi Marrone, giurista italiano († 2009)
- 1946 - John Prine, cantautore statunitense († 2020)
- 1946 - Martin Ruane, wrestler britannico († 1998)
- 1946 - Emil Schult, musicista, pittore e paroliere tedesco
- 1946 - Ben Vereen, attore, ballerino e cantante statunitense
- 1946 - Willard White, basso-baritono britannico
- 1947 - Gary Beach, attore statunitense († 2018)
- 1947 - Ken Jennings, attore teatrale e cantante statunitense
- 1947 - Mambwene Mana, ex calciatore della Repubblica Democratica del Congo
- 1948 - Javier Aguirresarobe, direttore della fotografia spagnolo
- 1948 - Calistrat Cuțov, pugile rumeno († 2025)
- 1948 - Ron Dorsey, ex cestista statunitense
- 1948 - Juan Falù, chitarrista, musicista e compositore argentino
- 1948 - Marcella Frangipane, archeologa italiana
- 1948 - Leonel Herrera, ex calciatore cileno
- 1948 - Feliks Kulov, politico kirghiso
- 1948 - Franco Novarina, allenatore di pallacanestro e avvocato italiano
- 1948 - Séverine, cantante francese
- 1949 - Cristina Businari, attrice e ex modella italiana
- 1949 - Elias Camsek Chin, politico palauano
- 1949 - Gino Cogliandro, comico, attore e cabarettista italiano († 2022)
- 1949 - Piero Conti, vescovo cattolico e missionario italiano
- 1949 - Vincenzo Fera, filologo italiano
- 1949 - Jessica Harper, attrice, scrittrice e cantante statunitense
- 1949 - Aleksandr Markin, calciatore sovietico († 1996)
- 1949 - Anupong Paochinda, politico e generale thailandese
- 1949 - Don Saleski, ex hockeista su ghiaccio canadese
- 1949 - Jesús Valdés, ex calciatore spagnolo
- 1950 - Andrzej Dziuba, vescovo cattolico polacco
- 1950 - Charlie George, ex calciatore inglese
- 1950 - Massimo Gregori Grgič, scrittore italiano
- 1950 - José Martinessi, cestista paraguaiano († 2008)
- 1950 - Viktor Raščupkin, ex discobolo sovietico
- 1950 - Nora Roberts, scrittrice statunitense
- 1950 - Jerry Tondo, doppiatore e attore statunitense
- 1951 - Jeanette, cantante britannica
- 1951 - Francesco Mastrogiovanni, anarchico italiano († 2009)
- 1951 - Francisco Ozoria Acosta, arcivescovo cattolico dominicano
- 1951 - Giusi Quarenghi, scrittrice italiana
- 1951 - Don Smith, cestista statunitense († 2004)
- 1951 - Dmitrij Svetozarov, regista sovietico
- 1951 - Paolo Vineis, epidemiologo e saggista italiano
- 1951 - Marco Zacchera, politico italiano
- 1952 - Domenico Neri, dirigente sportivo, allenatore di calcio e ex calciatore italiano
- 1952 - Bob Nystrom, ex hockeista su ghiaccio svedese
- 1952 - Bob Stetler, calciatore statunitense († 1990)
- 1952 - Siegfried Stohr, ex pilota automobilistico italiano
- 1952 - Gudmund Söderin, ex sciatore alpino svedese
- 1952 - Yeshey Zimba, politico bhutanese († 2024)
- 1953 - Hamid Barole Abdu, poeta e scrittore eritreo
- 1953 - Arzhang Davoodi, insegnante e attivista iraniano
- 1953 - Evi Pitscheider, ex sciatrice alpina italiana
- 1953 - Albert Rust, allenatore di calcio e ex calciatore francese
- 1953 - Mauro Talarico, fumettista italiano
- 1953 - Edoardo Toscano, mafioso italiano († 1989)
- 1953 - Maurizio Trifone, linguista e lessicografo italiano
- 1953 - Midge Ure, chitarrista, tastierista e cantautore scozzese
- 1953 - Biserka Višnjić, ex pallamanista jugoslava
- 1953 - Gus Williams, cestista statunitense († 2025)
- 1954 - Ariane Ascaride, attrice e sceneggiatrice francese
- 1954 - Geneviève Fioraso, politica francese
- 1954 - Albertino Gabana, politico italiano
- 1954 - Gabriele Gendotti, politico e avvocato svizzero
- 1954 - Irena Jež, ex sciatrice alpina slovena
- 1954 - Juliane Koepcke, bibliotecaria, biologa e scrittrice tedesca
- 1954 - Roberto Leschio, ex calciatore italiano
- 1954 - Mohamed Munir, cantante, attore e medico egiziano
- 1954 - Marek Marian Piątek, vescovo cattolico polacco
- 1954 - Rekha, attrice indiana
- 1954 - David Lee Roth, cantante e compositore statunitense
- 1954 - Beppe Salvia, poeta italiano († 1985)
- 1954 - Fernando Santos, allenatore di calcio e ex calciatore portoghese
- 1954 - Sergej Snežkin, regista russo
- 1954 - Patric Zimmerman, doppiatore statunitense
- 1955 - Günter Alster, ex sciatore alpino austriaco
- 1955 - Tetsurō Amino, regista giapponese
- 1955 - Aleksandr Bubnov, ex calciatore sovietico
- 1955 - Mauro De Pellegrin, ex ciclista su strada italiano
- 1955 - Ángel Giménez, ex tennista spagnolo
- 1955 - Hippolyte Girardot, attore francese
- 1955 - Philippe Lioret, regista e sceneggiatore francese
- 1955 - Dereje Nedi, ex maratoneta etiope
- 1955 - Massimo Nistri, nuotatore italiano († 2024)
- 1956 - Amanda Burton, attrice britannica
- 1956 - Pasquale D'Alessandro, autore televisivo e dirigente d'azienda italiano
- 1956 - Mark Gordon, produttore cinematografico statunitense
- 1956 - Raúl Gorriti, calciatore peruviano († 2015)
- 1956 - Květa Jeriová, ex fondista cecoslovacca
- 1956 - Thomas Petruo, attore, doppiatore e conduttore radiofonico tedesco († 2018)
- 1956 - Maritza Pineda, modella venezuelana
- 1956 - Paul Sturrock, allenatore di calcio e ex calciatore britannico
- 1956 - Taur Matan Ruak, ex militare e politico est-timorese
- 1957 - Armando Betancourt, calciatore honduregno († 2021)
- 1957 - Ronald Borchers, calciatore tedesco († 2024)
- 1957 - Reggie Carter, cestista statunitense († 1999)
- 1957 - Ronny Claes, ex ciclista su strada e pistard belga
- 1957 - Dirk Heyne, allenatore di calcio e ex calciatore tedesco
- 1957 - Christel Justen, nuotatrice tedesca occidentale († 2005)
- 1957 - Peppe Licciardi, chitarrista e compositore italiano
- 1957 - David Lodge, doppiatore statunitense
- 1957 - Nelson McCormick, regista e produttore cinematografico statunitense
- 1957 - Maria Papadimitriou, fotografa greca
- 1957 - Rumiko Takahashi, fumettista e character designer giapponese
- 1957 - Roberto Terzani, polistrumentista italiano
- 1957 - Artur Ullrich, ex calciatore tedesco orientale
- 1958 - Lorenzo Dallari, giornalista e scrittore italiano
- 1958 - John Grunsfeld, ex astronauta e fisico statunitense
- 1958 - Predrag Pašić, ex calciatore jugoslavo
- 1958 - Tanya Tucker, cantante statunitense
- 1959 - Victoria Clark, attrice, soprano e regista teatrale statunitense
- 1959 - Massimo Depaoli, politico italiano
- 1959 - Marcelo Ebrard, politico messicano
- 1959 - Eric Fellner, produttore cinematografico inglese
- 1959 - Erika Géczi, ex canoista ungherese
- 1959 - Jaime Hernandez, fumettista e disegnatore statunitense
- 1959 - Michael Klein, calciatore rumeno († 1993)
- 1959 - Igor Sergei Klinki, poeta e scrittore ucraino
- 1959 - Kirsty MacColl, cantautrice britannica († 2000)
- 1959 - Roberto Monti, ex arbitro di calcio a 5 italiano
- 1959 - José Pastinelli, ex calciatore francese
- 1959 - Julia Sweeney, attrice statunitense
- 1959 - Mario Tullo, politico italiano
- 1959 - Bradley Whitford, attore statunitense
- 1960 - Khadija Arib, politica olandese
- 1960 - Karra Elejalde, attore e regista spagnolo
- 1960 - Elio Festa, ex ciclista su strada italiano
- 1960 - Rod Foster, ex cestista statunitense
- 1960 - Urszula Kielan, ex altista polacca
- 1960 - Toto Leonidas, giocatore di poker statunitense
- 1960 - Vittorio Lingiardi, saggista, psichiatra e psicoanalista italiano
- 1960 - Eric Martin, cantante statunitense
- 1960 - Arlene McCarthy, politica britannica
- 1960 - Carla Signoris, attrice, comica e conduttrice televisiva italiana
- 1960 - Russell Slade, allenatore di calcio inglese
- 1960 - Simon Townshend, chitarrista, compositore e cantante britannico
- 1960 - David Vostell, compositore e regista cinematografico tedesco
- 1961 - Imre Boda, ex calciatore ungherese
- 1961 - Jonathan Butler, cantautore e chitarrista sudafricano
- 1961 - Vittorio Cozzella, dirigente sportivo e ex calciatore italiano
- 1961 - Ognjen Cvitan, scacchista croato
- 1961 - Ferdinando De Giorgi, allenatore di pallavolo e ex pallavolista italiano
- 1961 - Brian Diemer, ex siepista statunitense
- 1961 - Bonita Friedericy, attrice e produttrice cinematografica statunitense
- 1961 - Marcello Gamberini, ex calciatore italiano
- 1961 - Trent Gardner, tastierista statunitense († 2016)
- 1961 - Curtis Hairston, cantante statunitense († 1996)
- 1961 - Gary Hurring, ex nuotatore neozelandese
- 1961 - Henrik Jørgensen, maratoneta danese († 2019)
- 1961 - Martin Kemp, bassista, attore e regista britannico
- 1961 - Antonio Krăstev, sollevatore bulgaro († 2020)
- 1961 - Jean-Marc Leclercq, musicista francese
- 1961 - Jodi Benson, cantante, attrice e doppiatrice statunitense
- 1961 - Donald McEachin, politico statunitense († 2022)
- 1961 - Viktor Nikolaevič Muženko, generale ucraino
- 1961 - Uwe Proske, ex schermidore tedesco
- 1961 - Carl Shutt, ex calciatore inglese
- 1961 - Danuta Stenka, attrice polacca
- 1961 - Eckart Würzner, politico tedesco
- 1962 - Fahad Abdulrahman, ex calciatore emiratino
- 1962 - Battistino Bonali, alpinista italiano († 1993)
- 1962 - Takayuki Fujikawa, calciatore giapponese († 2018)
- 1962 - Michael M. Gilday, ammiraglio statunitense
- 1962 - Jean-Louis Hersin, ex cestista francese
- 1962 - Mitsuhiro Kawamoto, ex calciatore giapponese
- 1962 - Chalermpol Malakham, cantante thailandese
- 1962 - Aurelio Pesoa Ribera, vescovo cattolico boliviano
- 1962 - Rex Walheim, ex astronauta statunitense
- 1963 - Brent Fullwood, ex giocatore di football americano statunitense
- 1963 - Kim Yu-taek, ex cestista e allenatore di pallacanestro sudcoreano
- 1963 - Bjørn Kristensen, ex calciatore danese
- 1963 - Robert John McClory, vescovo cattolico statunitense
- 1963 - Anita Mui, cantante e attrice cinese († 2003)
- 1963 - Daniel Pearl, giornalista statunitense († 2002)
- 1963 - Fiona Rae, artista britannica
- 1963 - Jolanda de Rover, ex nuotatrice olandese
- 1963 - Robertus Rubiyatmoko, arcivescovo cattolico indonesiano
- 1963 - Carsten Schmidt, dirigente d'azienda tedesco
- 1963 - Vegard Ulvang, ex fondista norvegese
- 1963 - Lassina Zerbo, politico e geofisico burkinabé
- 1964 - Sergio Aispurúa, ex cestista argentino
- 1964 - Antonio Albanese, attore, comico e cabarettista italiano
- 1964 - Suat Atalık, scacchista turco
- 1964 - Martin Ball, attore britannico
- 1964 - Kenny Battle, ex cestista statunitense
- 1964 - Verónica Cangemi, violoncellista e soprano argentina
- 1964 - Stefano Dalla Costa, allenatore di calcio e ex calciatore italiano
- 1964 - Quinton Flynn, doppiatore, attore e scrittore statunitense
- 1964 - Maxi Gnauck, ex ginnasta tedesca
- 1964 - Ignace Guédé-Gba, calciatore ivoriano († 2021)
- 1964 - Guy Hellers, allenatore di calcio, dirigente sportivo e ex calciatore lussemburghese
- 1964 - Mustapha Khalif, ex calciatore marocchino
- 1964 - Sarah Lancashire, attrice britannica
- 1964 - Lionel Laurent, biatleta francese
- 1964 - Tim Miller, regista, effettista e sceneggiatore statunitense
- 1964 - Jerome Mincy, ex cestista e allenatore di pallacanestro portoricano
- 1964 - Andrea Morricone, compositore, musicista e direttore d'orchestra italiano
- 1964 - Ayman Nur, politico egiziano
- 1964 - Patrick Robeet, ex ciclista su strada belga
- 1964 - Francesco Vescovi, ex cestista, allenatore di pallacanestro e dirigente sportivo italiano
- 1965 - François Amégasse, dirigente sportivo e ex calciatore gabonese
- 1965 - John Leijten, ex giocatore di football americano e allenatore di football americano australiano
- 1965 - Chris Penn, attore statunitense († 2006)
- 1965 - Rebecca Pidgeon, attrice e cantante statunitense
- 1965 - Cristina Restelli, karateka e maestra di karate italiana
- 1965 - Steve Southerland, politico statunitense
- 1965 - Franco Tirelli, politico italiano
- 1965 - Toshi, cantante e polistrumentista giapponese
- 1966 - Tony Adams, ex calciatore, allenatore di calcio e dirigente sportivo inglese
- 1966 - Bai Ling, attrice cinese
- 1966 - Carolyn R. Bertozzi, chimica statunitense
- 1966 - Mohamed Elmoutaoikil, attivista saharawi
- 1966 - Maria Ford, attrice statunitense
- 1966 - Anton Genov, arbitro di calcio bulgaro
- 1966 - Quim Machado, allenatore di calcio e ex calciatore portoghese
- 1966 - Derrick McKey, ex cestista statunitense
- 1966 - Elana Meyer, ex mezzofondista e maratoneta sudafricana
- 1966 - Karen Percy, ex sciatrice alpina canadese
- 1966 - Steve Saluto, chitarrista italiano
- 1966 - Zhai Zhigang, astronauta cinese
- 1967 - Bernhard Bauer, ex sciatore alpino tedesco
- 1967 - Maria Pia Calzone, attrice italiana
- 1967 - Amanda Filipacchi, scrittrice statunitense
- 1967 - Michael Giacchino, compositore statunitense
- 1967 - Aleksej Karelin, regista e sceneggiatore russo
- 1967 - Jonathan Littell, scrittore statunitense
- 1967 - William Mutwol, ex siepista, mezzofondista e maratoneta keniota
- 1967 - Morgan Neville, regista, sceneggiatore e produttore cinematografico statunitense
- 1967 - Gavin Newsom, politico statunitense
- 1967 - Thomas Ritter, ex calciatore tedesco
- 1967 - Laura Stoica, cantante, attrice e compositrice rumena († 2006)
- 1967 - Jacek Zieliński, allenatore di calcio e ex calciatore polacco
- 1968 - Bart Brentjens, ex mountain biker olandese
- 1968 - Scott Donie, ex tuffatore statunitense
- 1968 - Laurent Duhamel, arbitro di calcio francese
- 1968 - Todd Hanson, scrittore e doppiatore statunitense
- 1968 - Filipp Jankovskij, attore e regista russo
- 1968 - Vladimir Jelčić, ex pallamanista e allenatore di pallamano croato
- 1968 - Francesco Mancini, calciatore e allenatore di calcio italiano († 2012)
- 1968 - Lorenzo Montersoli, giornalista e conduttore televisivo italiano
- 1968 - Ernest Mtawali, allenatore di calcio e ex calciatore malawiano
- 1968 - Chris Ofili, pittore e scultore britannico
- 1968 - Marinos Ouzounidīs, allenatore di calcio e ex calciatore greco
- 1968 - Jorge Luiz da Costa Pimentel, ex giocatore di calcio a 5 brasiliano
- 1968 - Leonardo Sierra, ex ciclista su strada venezuelano
- 1968 - Jurij Usakovs'kyj, ex giocatore di calcio a 5 ucraino
- 1968 - Serhij Usakovs'kyj, ex giocatore di calcio a 5 ucraino
- 1969 - Gérald Baticle, allenatore di calcio e ex calciatore francese
- 1969 - Manu Bennett, attore neozelandese
- 1969 - Loren Bouchard, animatore, scrittore e produttore televisivo statunitense
- 1969 - Carole Cadwalladr, giornalista britannica
- 1969 - Violetta Caldart, giocatrice di curling italiana
- 1969 - Francis Escudero, politico filippino
- 1969 - Brett Favre, ex giocatore di football americano statunitense
- 1969 - Didier Gomes Da Rosa, allenatore di calcio francese
- 1969 - Stephanie Kelton, economista statunitense
- 1969 - Wendi McLendon-Covey, attrice statunitense
- 1969 - Abdelhafid Metalsi, attore francese
- 1969 - Andrea Navedo, attrice statunitense
- 1969 - Oumou Traoré, ex discobola e pesista maliana
- 1969 - Vasco Vascotto, velista italiano
- 1969 - Robert Watiyakeni, calciatore zambiano († 1993)
- 1970 - Stefania Antonini, ex calciatrice italiana
- 1970 - Norbert Bisky, pittore tedesco
- 1970 - Glenn Foley, ex giocatore di football americano statunitense
- 1970 - Jørgen Hammersland, ex calciatore norvegese
- 1970 - Stanley Jackson, ex cestista statunitense
- 1970 - Gavin Johnson, ex calciatore inglese
- 1970 - Dean Kiely, ex calciatore irlandese
- 1970 - Silke Kraushaar-Pielach, ex slittinista tedesca
- 1970 - Mohammed Mourhit, ex mezzofondista marocchino
- 1970 - Chikako Murakami, ex cestista giapponese
- 1970 - Goran Navojec, attore, musicista e doppiatore croato
- 1970 - Olivier Niyungeko, allenatore di calcio burundese
- 1970 - Matthew Pinsent, ex canottiere britannico
- 1971 - Lameck Aguta, ex maratoneta keniota
- 1971 - Graham Alexander, allenatore di calcio e ex calciatore scozzese
- 1971 - Ian Bennett, ex calciatore inglese
- 1971 - Elvir Bolić, ex calciatore bosniaco
- 1971 - Gabriele De Pasquale, montatore italiano
- 1971 - Travesa Gant, ex cestista statunitense
- 1971 - Michele Guerrazzi, ex pallamanista e dirigente sportivo italiano
- 1971 - Markus Heitz, scrittore e giornalista tedesco
- 1971 - Evgenij Igorevič Kisin, pianista russo
- 1971 - Tiffany Mynx, ex attrice pornografica statunitense
- 1971 - António João Neto, ex calciatore angolano
- 1971 - Reynald Pedros, allenatore di calcio e ex calciatore francese
- 1971 - Carlos Reygadas, regista, sceneggiatore e produttore cinematografico messicano
- 1971 - Truth Hurts, cantante e cantautrice statunitense
- 1972 - Brandon Barnes, batterista statunitense
- 1972 - Joelle Carter, attrice e modella statunitense
- 1972 - Silvia Cavalleri, golfista italiana
- 1972 - Yinka Dare, cestista nigeriano († 2004)
- 1972 - Filippo Feliziani, ex giocatore di calcio a 5 italiano
- 1972 - Kwak Kyung-keun, ex calciatore sudcoreano
- 1972 - Marianne Limpert, ex nuotatrice canadese
- 1972 - Emanuele Merisi, ex nuotatore italiano
- 1972 - Marcelo Negrão, ex pallavolista e ex giocatore di beach volley brasiliano
- 1972 - Ricardo Sá Pinto, allenatore di calcio e ex calciatore portoghese
- 1972 - Sim Kwon-ho, lottatore sudcoreano
- 1972 - Daniele Toto, politico italiano
- 1972 - Raymond Victoria, ex calciatore olandese
- 1972 - Aleksej Žitnik, ex hockeista su ghiaccio russo
- 1973 - Lorenzo Arnone Sipari, filologo e storico italiano
- 1973 - Simone Baldini Tosi, cantautore italiano
- 1973 - Joël Chenal, ex sciatore alpino francese
- 1973 - Ivan Ciccarelli, batterista, percussionista e produttore discografico italiano
- 1973 - Vikash Dhorasoo, ex calciatore e politico francese
- 1973 - Stanislav Dinejkin, pallavolista russo
- 1973 - Manuel Díaz, ex rugbista a 15 argentino
- 1973 - Eutychia Karagiannī, pallanuotista greca
- 1973 - Mario López, attore e conduttore televisivo statunitense
- 1973 - John Mobley, ex giocatore di football americano statunitense
- 1973 - S. S. Rajamouli, regista e sceneggiatore indiano
- 1973 - Zach Thornton, ex calciatore statunitense
- 1973 - Susumu Watanabe, allenatore di calcio e ex calciatore giapponese
- 1974 - Ade Akinbiyi, ex calciatore nigeriano
- 1974 - Elena Antonova, nuotatrice artistica russa
- 1974 - Marco Chiesa, politico svizzero
- 1974 - Stéphanie Clément-Guy, ex sciatrice alpina francese
- 1974 - Sergio Corino, ex calciatore spagnolo
- 1974 - Julio Cruz, ex calciatore argentino
- 1974 - Nicola Diliso, allenatore di calcio e ex calciatore italiano
- 1974 - Nicolo Donato, regista e sceneggiatore danese
- 1974 - Dale Earnhardt Jr., pilota automobilistico statunitense
- 1974 - Roberto Fico, politico italiano
- 1974 - Oded Kattash, allenatore di pallacanestro e ex cestista israeliano
- 1974 - John Phan, giocatore di poker vietnamita
- 1974 - Chris Pronger, ex hockeista su ghiaccio canadese
- 1974 - Alberto Riquer, allenatore di calcio a 5 e ex giocatore di calcio a 5 spagnolo
- 1974 - Naike Rivelli, attrice e cantante italiana
- 1974 - Fabio Troiano, attore e sceneggiatore italiano
- 1975 - Nunzia De Girolamo, conduttrice televisiva e ex politica italiana
- 1975 - Mark Ford, ex calciatore inglese
- 1975 - Ihsahn, musicista, cantautore e compositore norvegese
- 1975 - Evgenij Makarenko, ex pugile russo
- 1975 - Zajid Mangudadatu, politico filippino
- 1975 - Marc Menchaca, attore statunitense
- 1975 - Ramón Morales, allenatore di calcio e ex calciatore messicano
- 1975 - Rhett Reese, sceneggiatore statunitense
- 1975 - Ibrahim Rojas, canoista cubano
- 1975 - Daniel Santos, ex pugile portoricano
- 1975 - Moses Toata, allenatore di calcio e ex calciatore salomonese
- 1975 - Jean-Guy Trudel, allenatore di hockey su ghiaccio e ex hockeista su ghiaccio canadese
- 1975 - Craig Walton, triatleta australiano
- 1975 - Marco Wanderwitz, politico tedesco
- 1975 - Teva Zaveroni, calciatore francese
- 1976 - Luca Baldini, ex nuotatore italiano
- 1976 - Katja Beer, ex biatleta tedesca
- 1976 - Shane Doan, hockeista su ghiaccio canadese
- 1976 - Stella Getz, cantante norvegese
- 1976 - Lee Trundle, calciatore inglese
- 1976 - Levan Tskitishvili, ex calciatore georgiano
- 1976 - Shaun Williams, ex giocatore di football americano statunitense
- 1977 - Alberto Cisolla, ex pallavolista italiano
- 1977 - Milena Flores, ex cestista e allenatrice di pallacanestro statunitense
- 1977 - Guido Iuculano, sceneggiatore italiano
- 1977 - Sanel Kuljić, ex calciatore austriaco
- 1977 - Lubjan, cantautrice italiana
- 1977 - Shin'ya Nakano, pilota motociclistico giapponese
- 1977 - Nam Ki-sung, ex calciatore sudcoreano
- 1977 - Manila Nazzaro, conduttrice televisiva, conduttrice radiofonica e attrice teatrale italiana
- 1977 - KJ Sawka, batterista, polistrumentista e produttore discografico statunitense
- 1977 - Ali Suliman, attore palestinese
- 1977 - Frederik Vanderbiest, allenatore di calcio e ex calciatore belga
- 1977 - Brandon Vera, ex artista marziale misto statunitense
- 1977 - Nova Widianto, giocatore di badminton indonesiano
- 1977 - Avondale Williams, calciatore e allenatore di calcio anglo-verginiano
- 1978 - Richard Ackon, ex calciatore ghanese
- 1978 - Fabio Ciconte, ambientalista e scrittore italiano
- 1978 - Kenneth Dokken, allenatore di calcio e ex calciatore norvegese
- 1978 - Caroline Evers-Swindell, canottiera neozelandese
- 1978 - Georgina Evers-Swindell, canottiera neozelandese
- 1978 - Francisco Huaiquipán, ex calciatore cileno
- 1978 - Aymeric Jeanneau, ex cestista francese
- 1978 - Inga Kvasņika, ex cestista lettone
- 1978 - Luciano Henrique, ex calciatore brasiliano
- 1978 - George Mallia, ex calciatore maltese
- 1978 - Leo Moracchioli, musicista, polistrumentista e produttore discografico norvegese
- 1978 - Jodi Lyn O'Keefe, attrice e modella statunitense
- 1978 - Marko Salminen, copilota di rally finlandese
- 1978 - Ahmed Shaaban, ex calciatore egiziano
- 1979 - Kangta, cantante, attore e compositore sudcoreano
- 1979 - Wu Chun, modello, cantante e attore bruneiano
- 1979 - Volkan Kahraman, calciatore austriaco († 2023)
- 1979 - Emmi, cantante e cantautrice finlandese
- 1979 - Kyriakī Liosī, pallanuotista greca
- 1979 - John Machethe Muiruri, ex calciatore keniota
- 1979 - Nicolás Massú, allenatore di tennis e ex tennista cileno
- 1979 - Michal Mertiňák, ex tennista slovacco
- 1979 - Mýa, cantante e attrice statunitense
- 1979 - Ajazdin Nuhi, ex calciatore serbo
- 1979 - Joel Przybilla, ex cestista statunitense
- 1979 - Trygve Sande, ex sciatore alpino norvegese
- 1979 - Espen Søgård, ex calciatore norvegese
- 1979 - Stanley Waita, allenatore di calcio e ex calciatore salomonese
- 1980 - Mohammad Al-Buraiki, ex calciatore kuwaitiano
- 1980 - Francisco Bazán, ex calciatore peruviano
- 1980 - Camilo Becerra, nuotatore colombiano
- 1980 - Terreal Bierria, giocatore di football americano statunitense
- 1980 - Miriam Candurro, attrice italiana
- 1980 - Henny Dufresne, ex calciatore seychellese
- 1980 - Chuck Eidson, ex cestista statunitense
- 1980 - Sydney Freeland, regista e sceneggiatrice statunitense
- 1980 - Tony Gonzales, politico statunitense
- 1980 - Matteo Lepore, politico italiano
- 1980 - Fernanda Machado, attrice brasiliana
- 1980 - Vasco Matos, allenatore di calcio e ex calciatore portoghese
- 1980 - Floriane Paturel, ex sciatrice alpina francese
- 1980 - Julie Pomagalski, snowboarder francese († 2021)
- 1981 - Tony Alegbe, ex calciatore nigeriano
- 1981 - Matteo Andreini, ex calciatore sammarinese
- 1981 - Nicole Barnhart, ex calciatrice statunitense
- 1981 - Fernando Agostinho da Costa, ex calciatore angolano
- 1981 - Jimmy Dixon, ex calciatore liberiano
- 1981 - Anwar Ferguson, ex cestista bahamense
- 1981 - Lorenza Ghinelli, scrittrice e sceneggiatrice italiana
- 1981 - Una Healy, cantante irlandese
- 1981 - Crystal Klein, ex attrice pornografica austriaca
- 1981 - Riga Mustapha, ex calciatore ghanese
- 1981 - Daisuke Nasu, ex calciatore giapponese
- 1981 - Willis Ochieng, ex calciatore keniota
- 1981 - Michael Oliver, attore statunitense
- 1981 - Beth Rowley, cantautrice britannica
- 1982 - Yasser Al-Qahtani, ex calciatore saudita
- 1982 - Cheick Bathily, calciatore maliano
- 1982 - Aušra Bimbaitė, ex cestista lituana
- 1982 - David Cal, canoista spagnolo
- 1982 - Ca$his, rapper statunitense
- 1982 - Tat'jana Firova, ex velocista russa
- 1982 - Logi Geirsson, ex pallamanista islandese
- 1982 - Tony Khan, imprenditore e dirigente sportivo statunitense
- 1982 - Tadas Klimavičius, ex cestista lituano
- 1982 - David Konečný, pallavolista ceco
- 1982 - Rory Lamont, ex rugbista a 15 britannico
- 1982 - Mélonin Noumonvi, lottatore francese
- 1982 - Berk Oktay, attore e modello turco
- 1982 - Jason Oost, allenatore di calcio e ex calciatore olandese
- 1982 - Erik Santos, cantante e attore filippino
- 1982 - Dan Stevens, attore britannico
- 1982 - Jef Van Der Jonckheyd, ex cestista belga
- 1982 - Sherzodjon Yusupov, sollevatore uzbeko
- 1982 - Kalle da Silva Gonçalves, ex giocatore di football americano, allenatore di football americano e artista marziale misto finlandese
- 1983 - Iqboljon Akramov, ex calciatore uzbeko
- 1983 - Roberta Antignozzi, allenatrice di calcio e ex calciatrice italiana
- 1983 - Julieta Brodsky, antropologa e politica cilena
- 1983 - Gaston Essengué, cestista camerunese
- 1983 - Jack Savoretti, cantautore britannico
- 1983 - Juan Pedro Gutiérrez, ex cestista argentino
- 1983 - David Monds, ex cestista statunitense
- 1983 - Mouritala Ogunbiyi, ex calciatore beninese
- 1983 - Emma Ruth Rundle, cantautrice e chitarrista statunitense
- 1983 - Nikos Spyropoulos, ex calciatore greco
- 1983 - Tolga Zengin, ex calciatore turco
- 1983 - Nicolás Torres, ex calciatore argentino
- 1983 - Jelle Van Damme, ex calciatore belga
- 1983 - Wanting Qu, cantante cinese
- 1983 - Sherab Zam, ex arciera bhutanese
- 1983 - Davit Zirakašvili, ex rugbista a 15 georgiano
- 1984 - Rod Benson, ex cestista statunitense
- 1984 - André Boucaud, ex calciatore trinidadiano
- 1984 - Darrel Brown, velocista trinidadiano
- 1984 - Roberto Cereceda, calciatore cileno
- 1984 - Pavel Durov, imprenditore russo
- 1984 - Miguel Ângelo Ferreira de Castro, ex calciatore portoghese
- 1984 - Mario Fillinger, ex calciatore tedesco
- 1984 - Jean-Baptiste Grange, ex sciatore alpino francese
- 1984 - Ryan Hollins, ex cestista statunitense
- 1984 - Huỳnh Quang Thanh, calciatore vietnamita
- 1984 - Jang Pyong-il, ex calciatore nordcoreano
- 1984 - Fahrudin Kudozović, allenatore di calcio e ex calciatore bosniaco
- 1984 - Chiaki Kuriyama, attrice, modella e cantante giapponese
- 1984 - Adekunle Lukmon, ex calciatore nigeriano
- 1984 - Masumeh Makhija, attrice indiana
- 1984 - Elana Meyers-Taylor, bobbista statunitense
- 1984 - Paul Posluszny, ex giocatore di football americano statunitense
- 1984 - Tomáš Pöpperle, hockeista su ghiaccio ceco
- 1984 - Troy Tulowitzki, ex giocatore di baseball statunitense
- 1984 - Daniele Vantaggiato, calciatore italiano
- 1984 - Márcio Vieira, ex calciatore portoghese
- 1984 - Sibel Şimşek, ex sollevatrice turca
- 1985 - Seda Bakan, attrice turca
- 1985 - Katie Carter, pallavolista statunitense
- 1985 - Choi Yu-hwa, attrice sudcoreana
- 1985 - Dominique Cornu, ex ciclista su strada e pistard belga
- 1985 - Marina, cantautrice, produttrice discografica e poetessa gallese
- 1985 - Adrián Gabbarini, allenatore di calcio e ex calciatore argentino
- 1985 - Aaron Himelstein, attore statunitense
- 1985 - Heather Hogan, doppiatrice e attrice statunitense
- 1985 - Victor Igbonefo, calciatore nigeriano
- 1985 - Juan Ignacio Jasen, cestista argentino
- 1985 - Boban Maksimović, ex calciatore serbo
- 1985 - Melissa Greta Marchetto, conduttrice televisiva, conduttrice radiofonica e youtuber italiana
- 1985 - Rostislav Olesz, hockeista su ghiaccio ceco
- 1985 - Gilles Ondo, ex calciatore gabonese
- 1985 - Martin Ørnskov, ex calciatore danese
- 1985 - Antonio Piedra, ex ciclista su strada spagnolo
- 1985 - Marko Popović, ex cestista montenegrino
- 1985 - Shubhanshu Shukla, astronauta indiano
- 1985 - Nuth Sinoun, calciatore cambogiano
- 1985 - Kyle Switzer, attore canadese
- 1985 - Egor Vjal'cev, cestista russo
- 1985 - Denis Volotka, fondista russo
- 1985 - Sandra Záhlavová, tennista ceca
- 1986 - Shimon Abuhatzira, ex calciatore israeliano
- 1986 - Navion Boyd, ex calciatore giamaicano
- 1986 - Vadim Demidov, ex calciatore norvegese
- 1986 - Ezequiel Garay, ex calciatore argentino
- 1986 - Lucy Griffiths, attrice britannica
- 1986 - Murthel Groenhart, kickboxer olandese
- 1986 - Ahmad al-Hamarsheh, cestista giordano
- 1986 - Mamadou Kassé Hann, ostacolista e velocista senegalese
- 1986 - Ozan İpek, calciatore turco
- 1986 - Saihou Jagne, ex calciatore gambiano
- 1986 - Nathan Jawai, cestista australiano
- 1986 - Meddie Kagere, calciatore ruandese
- 1986 - Dzmitryj Kamaroŭski, allenatore di calcio e ex calciatore bielorusso
- 1986 - Stephanie Labbé, calciatrice canadese
- 1986 - Andrew McCutchen, giocatore di baseball statunitense
- 1986 - Motta, cantautore, compositore e produttore discografico italiano
- 1986 - Pierre Rolland, ex ciclista su strada francese
- 1986 - Dzmitryj Verchaŭcoŭ, allenatore di calcio e ex calciatore bielorusso
- 1986 - Ellen Andrea Wang, bassista, contrabbassista e compositore norvegese
- 1986 - Lawrie Wilson, ex calciatore inglese
- 1987 - Ruslan Abışov, ex calciatore azero
- 1987 - Nenè Nhaga Bissoli, calciatrice guineense
- 1987 - Daniel Catalano, ex giocatore di football americano e allenatore di football americano statunitense
- 1987 - Tamires Cássia Dias Gomes, calciatrice brasiliana
- 1987 - Carla Esparza, artista marziale mista statunitense
- 1987 - Valentina Favazza, doppiatrice italiana
- 1987 - Vagiz Galiulin, calciatore uzbeko
- 1987 - Gabriele Gori, giocatore di beach soccer italiano
- 1987 - Bjarne Ingebretsen, ex calciatore norvegese
- 1987 - Kim Kum-il, ex calciatore nordcoreano
- 1987 - Samuel Kini, calciatore papuano
- 1987 - Bohdan Kohut, calciatore ucraino
- 1987 - Manasvi Mamgai, modella indiana
- 1987 - Cyril Muta, calciatore papuano
- 1987 - David Muta, allenatore di calcio e ex calciatore papuano
- 1987 - Nicklas Pedersen, ex calciatore danese
- 1987 - Elvin Ramírez, giocatore di baseball dominicano
- 1987 - Scottie Reynolds, cestista statunitense
- 1987 - Cecoy Robinson, calciatore bermudiano
- 1987 - Adrián Scifo, ex calciatore argentino
- 1987 - Arvydas Šikšnius, ex cestista lituano
- 1987 - Colin Slade, rugbista a 15 neozelandese
- 1987 - André Steensen, dirigente sportivo e ex ciclista su strada danese
- 1987 - Ana Suárez, cestista spagnola
- 1988 - Abdullaziz Al-Dosari, calciatore saudita
- 1988 - Luis Cardozo, calciatore paraguaiano
- 1988 - John Chibuike, ex calciatore nigeriano
- 1988 - Giorgio Da Rin, giocatore di curling italiano
- 1988 - Jean Bernard Diatta, lottatore senegalese
- 1988 - Jessi Kamea, wrestler statunitense
- 1988 - Adrian Foncette, calciatore trinidadiano
- 1988 - Rudy Gestede, ex calciatore francese
- 1988 - Brown Ideye, calciatore nigeriano
- 1988 - Hugo Johnstone-Burt, attore australiano
- 1988 - Linval Joseph, giocatore di football americano statunitense
- 1988 - Kelvin Matute, calciatore camerunese
- 1988 - Rose McIver, attrice neozelandese
- 1988 - Abdulwasiu Showemimo, ex calciatore nigeriano
- 1988 - Toby Smith, ex rugbista a 15 neozelandese
- 1988 - Mance Warner, wrestler statunitense
- 1988 - Natal'ja Zueva, ginnasta russa
- 1989 - Kasandra Bradette, velocista, lunghista e pattinatrice di short track canadese
- 1989 - Cai Huikang, calciatore cinese
- 1989 - Jeurys Familia, giocatore di baseball dominicano
- 1989 - Lamar Hall, giocatore di football americano statunitense
- 1989 - Rıza Kayaalp, lottatore turco
- 1989 - Emer Kenny, attrice e sceneggiatrice britannica
- 1989 - Ruud Koutiki, atleta paralimpico italiano
- 1989 - Jakub Krzewina, velocista polacco
- 1989 - Parfait Mandanda, calciatore francese
- 1989 - Laudit Mavugo, calciatore burundese
- 1989 - Jordan Mein, artista marziale misto canadese
- 1989 - Tristan Okpalaugo, giocatore di football americano statunitense
- 1989 - José Salvatierra, calciatore costaricano
- 1989 - Aimee Teegarden, attrice statunitense
- 1989 - Živa Zdolšek, ex cestista slovena
- 1989 - Esquerdinha, calciatore brasiliano
- 1990 - Fanendo Adi, ex calciatore nigeriano
- 1990 - Alejandro Aguilar, ex calciatore costaricano
- 1990 - Levan Berianidze, lottatore georgiano
- 1990 - Jonathan Bourhis, cestista francese († 2009)
- 1990 - Sam Cox, ex calciatore guyanese
- 1990 - István Kozák, lottatore ungherese
- 1990 - Gurjinder Kumar, calciatore indiano
- 1990 - Jacopo Luchini, snowboarder italiano
- 1990 - Venus Lux, attrice pornografica, regista e produttrice cinematografica statunitense
- 1990 - Gary Martin, calciatore inglese
- 1990 - Christian Osaguona, ex calciatore nigeriano
- 1990 - Rakul Preet, attrice e modella indiana
- 1990 - Geno Smith, giocatore di football americano statunitense
- 1990 - Alys Thomas, ex nuotatrice britannica
- 1990 - Rafael Tolói, calciatore brasiliano
- 1990 - Jakub Vadlejch, giavellottista ceco
- 1990 - Scott Williams, rugbista a 15 britannico
- 1990 - Kolten Wong, giocatore di baseball statunitense
- 1990 - Ha Yeon-soo, attrice sudcoreana
- 1990 - Çağrı Çıtanak, attore turco
- 1991 - Mohammed Al-Owais, calciatore saudita
- 1991 - Andreas Bakkerud, pilota automobilistico norvegese
- 1991 - Gilvydas Biruta, ex cestista e allenatore di pallacanestro lituano
- 1991 - Michael Carter-Williams, ex cestista statunitense
- 1991 - Gabriella Cilmi, cantante australiana
- 1991 - Darqueze Dennard, ex giocatore di football americano e allenatore di football americano statunitense
- 1991 - Lali Espósito, cantautrice e attrice argentina
- 1991 - Manuel Giandonato, allenatore di calcio e ex calciatore italiano
- 1991 - Kim Seul-gi, attrice e comica sudcoreana
- 1991 - Lucas Lima, calciatore brasiliano
- 1991 - Don Mansale, calciatore e giocatore di calcio a 5 vanuatuano
- 1991 - Ahmed Mogni, calciatore francese
- 1991 - Vico Ortiz, attrice e attivista portoricana
- 1991 - Mariana Pajón, ciclista di BMX colombiana
- 1991 - Federica Russo, ex calciatrice italiana
- 1991 - Xherdan Shaqiri, calciatore svizzero
- 1991 - Junior Cally, rapper e produttore discografico italiano
- 1991 - Timothy Toroitich, mezzofondista ugandese
- 1991 - Aidan White, ex calciatore irlandese
- 1992 - Wilson Akakpo, calciatore ghanese
- 1992 - Álex Alegría, calciatore spagnolo
- 1992 - Albano Aleksi, calciatore albanese
- 1992 - Jano Ananidze, ex calciatore georgiano
- 1992 - Gabrielle Aplin, cantautrice e produttrice discografica inglese
- 1992 - Giuseppa Bassano, calciatrice italiana
- 1992 - Teddy Bridgewater, giocatore di football americano statunitense
- 1992 - Anthony Brown, cestista statunitense
- 1992 - Coralie Demay, pistard e ciclista su strada francese
- 1992 - Ryan Fredericks, ex calciatore inglese
- 1992 - Roquez Johnson, cestista statunitense
- 1992 - Makuntima Kisombe, calciatore della Repubblica Democratica del Congo
- 1992 - Cody Latimer, giocatore di football americano statunitense
- 1992 - Mosa Lebusa, calciatore sudafricano
- 1992 - Marc-André Leclerc, alpinista canadese († 2018)
- 1992 - Linda Martinuzzo, pallavolista italiana
- 1992 - John McCrea, attore britannico
- 1992 - Isaac Muleme, calciatore ugandese
- 1992 - Riccardo Russo, pilota motociclistico italiano
- 1992 - Paolo Simion, ex ciclista su strada e pistard italiano
- 1992 - Alek Skarlatos, ex militare statunitense
- 1992 - Armend Thaçi, calciatore kosovaro
- 1992 - Elena Viviani, pattinatrice di short track italiana
- 1993 - Bayartsogtyn Mönkhzaya, maratoneta e mezzofondista mongola
- 1993 - Bojan Čečarić, calciatore serbo
- 1993 - Il'ja Dragunov, wrestler russo
- 1993 - Tatsuki Fujimoto, fumettista giapponese
- 1993 - Alhaji Gero, calciatore nigeriano
- 1993 - Lourdes Gurriel Jr., giocatore di baseball cubano
- 1993 - Anders Jenssen, calciatore norvegese
- 1993 - Averdié Mizius, giocatore di football americano francese
- 1993 - Nako Motohashi, cestista giapponese
- 1993 - Riccardo Piscitelli, calciatore italiano
- 1993 - Kyle Reyes, judoka canadese
- 1993 - Shi Zhiyong, sollevatore cinese
- 1993 - Luciano Teixeira, calciatore guineense
- 1993 - Violette Wautier, cantante e attrice thailandese
- 1993 - Masato Yuzawa, calciatore giapponese
- 1994 - Kyle Allen, attore statunitense
- 1994 - Ferhad Ayaz, calciatore turco
- 1994 - Suzy, cantante e attrice sudcoreana
- 1994 - Sadiq El Fitouri, calciatore libico
- 1994 - Alessandro Golinucci, calciatore sammarinese
- 1994 - Mahamedchabib Kadzimahamedaŭ, lottatore bielorusso
- 1994 - Camila Martins Pereira, calciatrice brasiliana
- 1994 - Cyril Metzger, attore svizzero
- 1994 - Kōki Niwa, tennistavolista giapponese
- 1994 - Marios Ogkmpoe, calciatore greco
- 1994 - Eli Plut, ex sciatrice alpina slovena
- 1994 - Brayan Riascos, calciatore colombiano
- 1994 - Juan Ramón Rivas, cestista statunitense
- 1994 - Ola Rudnicka, supermodella polacca
- 1994 - Tereza Smitková, tennista ceca
- 1994 - Heijan, rapper turco
- 1994 - Mike Tobey, cestista statunitense
- 1994 - Marquez Valdes-Scantling, giocatore di football americano statunitense
- 1995 - Thomas Agyepong, calciatore ghanese
- 1995 - KeVaughn Allen, cestista statunitense
- 1995 - Ismaël Bako, cestista belga
- 1995 - Tomás Cardona, calciatore argentino
- 1995 - Gabriel Cortez, calciatore ecuadoriano
- 1995 - Courtland Sutton, giocatore di football americano statunitense
- 1995 - Abu Danladi, calciatore ghanese
- 1995 - Ahmed Isaiah, calciatore nigeriano
- 1995 - Quentin Maceiras, calciatore svizzero
- 1995 - João Paulo Pereira da Silva, calciatore brasiliano
- 1995 - Ellen Perez, tennista australiana
- 1995 - Lukas Ried, calciatore austriaco
- 1995 - Guilherme Schettine, calciatore brasiliano
- 1995 - Valeria Schiavi, ex ginnasta italiana
- 1995 - Marco Schuster, calciatore tedesco
- 1996 - Ashtyn Davis, giocatore di football americano statunitense
- 1996 - Jurgen Degabriele, calciatore maltese
- 1996 - Carlos Eduardo Ferreira de Souza, calciatore brasiliano
- 1996 - David Gaudu, ciclista su strada francese
- 1996 - Wes Harding, calciatore inglese
- 1996 - Melissa Herrera, calciatrice costaricana
- 1996 - Lucy Hope, calciatrice scozzese
- 1996 - Nikola Katić, calciatore croato
- 1996 - Max O'Leary, calciatore irlandese
- 1996 - Oliver Rathbone, calciatore inglese
- 1996 - Luis Paulo Supi, scacchista brasiliano
- 1997 - Majeed Ashimeru, calciatore ghanese
- 1997 - Aliou Badji, calciatore senegalese
- 1997 - Olivia Baril, ciclista su strada canadese
- 1997 - Brittain Brown, giocatore di football americano statunitense
- 1997 - Kieran Dowell, calciatore inglese
- 1997 - Sylvain Francisco, cestista francese
- 1997 - Aleksandăr Georgiev, calciatore bulgaro
- 1997 - DDG, rapper e pugile statunitense
- 1997 - Taavi Jurkatamm, cestista estone
- 1997 - Isaiahh Loudermilk, giocatore di football americano statunitense
- 1997 - Denzel Mims, giocatore di football americano statunitense
- 1997 - Vinnie Pasquantino, giocatore di baseball statunitense
- 1997 - Maksim Piskunov, ex ciclista su strada e pistard russo
- 1997 - Tessa Polder, pallavolista olandese
- 1997 - Antônio Josenildo Rodrigues de Oliveira, calciatore brasiliano
- 1997 - Ondřej Sehnal, cestista ceco
- 1997 - Georgij Žbanov, cestista russo
- 1998 - Gabriel Baralhas, calciatore brasiliano
- 1998 - Issam Bassou, judoka marocchino
- 1998 - Fahad Bayo, calciatore ugandese
- 1998 - Alexys Brunel, ciclista su strada francese
- 1998 - Anderson Cordeiro Costa, calciatore brasiliano
- 1998 - Fabio Di Giannantonio, pilota motociclistico italiano
- 1998 - Haruka Funakubo, judoka giapponese
- 1998 - Cameron Gellman, attore statunitense
- 1998 - Hilary Gong, calciatore nigeriano
- 1998 - Irine Kimais, mezzofondista keniota
- 1998 - Philemon Kiplimo, mezzofondista e maratoneta keniota
- 1998 - Alexandre Martínez Palau, calciatore andorrano
- 1998 - Viktoria Pinther, calciatrice austriaca
- 1998 - Nicolás Rodríguez, calciatore uruguaiano
- 1998 - Thomas Santos, calciatore danese
- 1998 - Katherine Torrance, tuffatrice britannica
- 1998 - Diogo Calila, calciatore portoghese
- 1999 - José Bandez, calciatore venezuelano
- 1999 - Julián Brea, calciatore argentino
- 1999 - José Copete, calciatore spagnolo
- 1999 - Zala Friškovec, cestista slovena
- 1999 - Rebecca Ghilardi, pattinatrice artistica su ghiaccio italiana
- 1999 - Saná Gomes, calciatore guineense
- 1999 - Anastasija Gončarova, combinatista nordica russa
- 1999 - Rodrigue Kwizera, mezzofondista burundese
- 1999 - Nediljko Labrović, calciatore croato
- 1999 - Emil Tot Wikström, calciatore svedese
- 1999 - João Virgínia, calciatore portoghese
- 2000 - Ali Ahmed, calciatore canadese
- 2000 - Juan Barinaga, calciatore argentino
- 2000 - Dar"ja Bilodid, judoka ucraina
- 2000 - Roler Ferrufino, calciatore boliviano
- 2000 - David Majak, calciatore sudsudanese
- 2000 - Lisa Mays, tennista australiana
- 2000 - Aedin Mincks, attore statunitense
- 2000 - Wanya Morris, giocatore di football americano statunitense
- 2000 - Alex Moussounda, calciatore gabonese
- 2000 - Felix Nmecha, calciatore tedesco
- 2000 - Kitan Oladapo, giocatore di football americano statunitense
- 2000 - Ewoud Pletinckx, calciatore belga
- 2000 - Issa Soumaré, calciatore senegalese
- 2000 - Kevin Yakob, calciatore iracheno

## XXI secolo(30)
- 2001 - Jordan Burch, giocatore di football americano statunitense
- 2001 - Blake Cooper, attore statunitense
- 2001 - Alpha Diounkou, calciatore senegalese
- 2001 - Giorgi Gagua, calciatore georgiano
- 2001 - Kris Jenkins, giocatore di football americano statunitense
- 2001 - Sampson Dweh, calciatore liberiano
- 2001 - Ferhat Saglam, calciatore liechtensteinese
- 2001 - Anna Torsani, sciatrice alpina sanmarinese
- 2002 - Lyall Cameron, calciatore scozzese
- 2002 - Mattia Fabiano, doppiatore italiano
- 2002 - Josh Giddey, cestista australiano
- 2002 - Thomas Kuc, attore brasiliano
- 2002 - Paul Nebel, calciatore tedesco
- 2002 - James Trafford, calciatore inglese
- 2003 - Judith Calvo Requena, nuotatrice artistica spagnola
- 2003 - Alessandro Circati, calciatore italiano
- 2003 - Kajally Drammeh, calciatore gambiano
- 2003 - Rogers Mato, calciatore ugandese
- 2003 - Guy Mollo Bessala, calciatore camerunese
- 2003 - Isma Mugulusi, calciatore ugandese
- 2003 - Mbaye Jacques Ndiaye, calciatore senegalese
- 2003 - Tat'jana Prozorova, tennista russa
- 2003 - Stalin Valencia, calciatore ecuadoriano
- 2004 - Beatrice Colli, arrampicatrice italiana
- 2004 - Leonel Roldán, calciatore argentino
- 2004 - Oliver Ross, calciatore danese
- 2004 - Anca Todoni, tennista romena
- 2004 - Zain al-Rafeea, attore siriano
- 2005 - Juan David Arizala, calciatore colombiano
- 2006 - Lilou Zepchi, saltatrice con gli sci francese